# Addisoniidae
Famille
Les Addisoniidae sont une famille de gastéropodes vivant dans l'océan Atlantique et en Méditerranée. Pouvant faire 1 à 2 centimètres, les spécimens de la famille des Addisoniidae ont une coquille mince et sans nacre en forme de capuchon.

## Liste des sous familles et genres
- Sous-famille des Addisoniinae Dall, 1882
  - Genre Addisonia Dall, 1882
- Sous-famille des Helicopeltinae Marshall, 1996
  - Genre Helicopelta Marshall, 1996